# Diecéze masanská
Diecéze Masan je římskokatolická diecéze, nacházející se v Jižní Koreji.

## Území
Diecéze zahrnuje téměř celou provincii Jižní Kjongsang.
Biskupským sídlem je město Masan, kde se nachází hlavní chrám diecéze, Katedrála Nejsvětějšího Srdce.
Rozděluje se do 74 farností.
Je součástí církevní provincie Tegu.

## Historie
Diecéze byla zřízena 15. února 1966 bulou Siquidem catholicae papeže Pavla VI. z části území diecéze Pusan.

## Seznam biskupů
- 1966–1968 Stephen Kim Sou-hwan
- 1968–1988 Joseph Chang Byung-hwa
- 1988–2002 Michael Pak Jeong-il
- 2002–2016 Francis Xavier Ahn Myong-ok
- 2016–2022 Constantine Bae Ki-hyen
  - od 2022 Paul Shin Eun-keun apoštolský administrátor